# 稲沢市民会館
稲沢市民会館（いなざわしみんかいかん）は、愛知県稲沢市にあるホール及び会議室等による複合施設。命名権名称は名古屋文理大学文化フォーラム。
優良ホール100選に選定されている。Nコン東海北陸ブロックコンクールが毎年開催されている他、音楽イベントやコンサートを中心に、芸能など各種イベントの会場となる。敷地内には稲沢市立中央図書館がある。

## 歴史
1995年（平成7年）3月24日に開館した。
名古屋文理大学が命名権（ネーミングライツ）を取得し、2013年（平成25年）4月1日から名古屋文理大学文化フォーラムという命名権名称となり、2023年3月に三期目の契約が行われた。契約期間は契約期間は2028年3月31日まで。

## 施設

### 利用案内
- 開館時間 - 午前9時〜午後9時30分[3]
- 休館日 - 毎月第4月曜日及び奇数月第2月曜日、年末年始（12月29日〜1月3日）[3]

### 大ホール棟
- 大ホール[4]
  - 客席 1,304席（オーケストラピット使用時1,150席）、車椅子席8席分
  - 舞台（間口18m、奥行15.7m、高さ9m）
  - 楽屋6室（洋室4、和室2）
  - 練習室3室

- 小ホール[4]
  - 客席 256席

- レストラン[4]

### 中ホール棟
- 中ホール[4]
  - 客席 504席、車椅子席6席分
  - 舞台（間口14m、奥行14.3m、高さ7m）
  - 楽屋5室（洋室3、和室2）
  - 練習室

- 視聴覚室[4]
- 会議室[4]
- 研修室[4]
- 講習室[4]
- 和室[4]

## 交通アクセス
- 名鉄名古屋本線「国府宮駅」下車、徒歩で約15分[4]。
- JR東海道本線「稲沢駅」下車、徒歩で約25分[4]。
- 稲沢市コミュニティバス「小池南」バス停下車、徒歩で約2分[4]。

## 周辺
- 稲沢市立中央図書館
- 稲沢市民病院
- 名古屋文理大学